# PartyNextDoor
Джарон Энтони Брэтуэйт (родился 3 июля 1993, Миссиссога, Онтарио), более известный как PartyNextDoor (стилизовано под маюскул) — канадский певец, автор песен, рэпер и продюсер.
PartyNextDoor стал первым артистом, подписавшим контракт с лейблом Дрейка OVO Sound в 2013 году в рамках сотрудничества с Warner Records. Позже в том же году он выпустил свой одноимённый дебютный мини-альбом. Впоследствии он выпустил дебютный студийный альбом PartyNextDoor Two, PNDColours в 2014 году и PartyNextDoor 3 в 2016 году. Музыкант сотрудничал с рядом артистов, включая Дрейка, Биг Шона и Jeremih. Он также добился успеха в качестве автора песен, написав Рианне песню «Work» с восьмого студийного альбома Anti, она заняла первое место в Billboard Hot 100.

## Ранняя жизнь
Джарон Энтони Брэтуэйт родился у ямайской матери и тринидадского отца в Миссиссоге, Онтарио, Канада. Брейтуэйт был вдохновлён музыкой Jodeci, Boyz II Men, Blackstreet и 112.

## Карьера

### 2007—2014
Джарон Брэтуэйт (Джарон Би) в 18 лет подписал издательское соглашение с Warner/Chappell, он взял псевдоним PartyNextDoor. Его дебютный микстейп, PartyNextDoor был выпущен в iTunes Store 1 июля 2013 года. Он попал в чарт Billboard Heatseekers Albums на шестую позицию с 2,000 проданных копий и достиг пика на 34 месте в чарте Top R&B/Hip-Hop Albums за неделю. PartyNextDoor стал бэк-вокалистом на песнях «Own It» и «Come Thru» из третьего студийного альбома Дрейка Nothing Was the Same.
Его дебютный студийный альбом PartyNextDoor Two был выпущен 30 июля 2014 года. Он содержит такие синглы, как «Thirsty», «FWU», «East Liberty» и «Recognize» при участии Дрейка. Позже в том же году, 3 декабря 2014 года, PartyNextDoor выпустил четырёх-песенный мини-альбом под названием PNDColours, в 2017 году вышло продолжение под названием Colors 2. В 2015 году он спродюсировал три песни для коммерческого микстейпа Дрейка If You're Reading This It's Too Late: «Legend», «Preach» и «Wednesday Night Interlude».

### 2016-наст.время

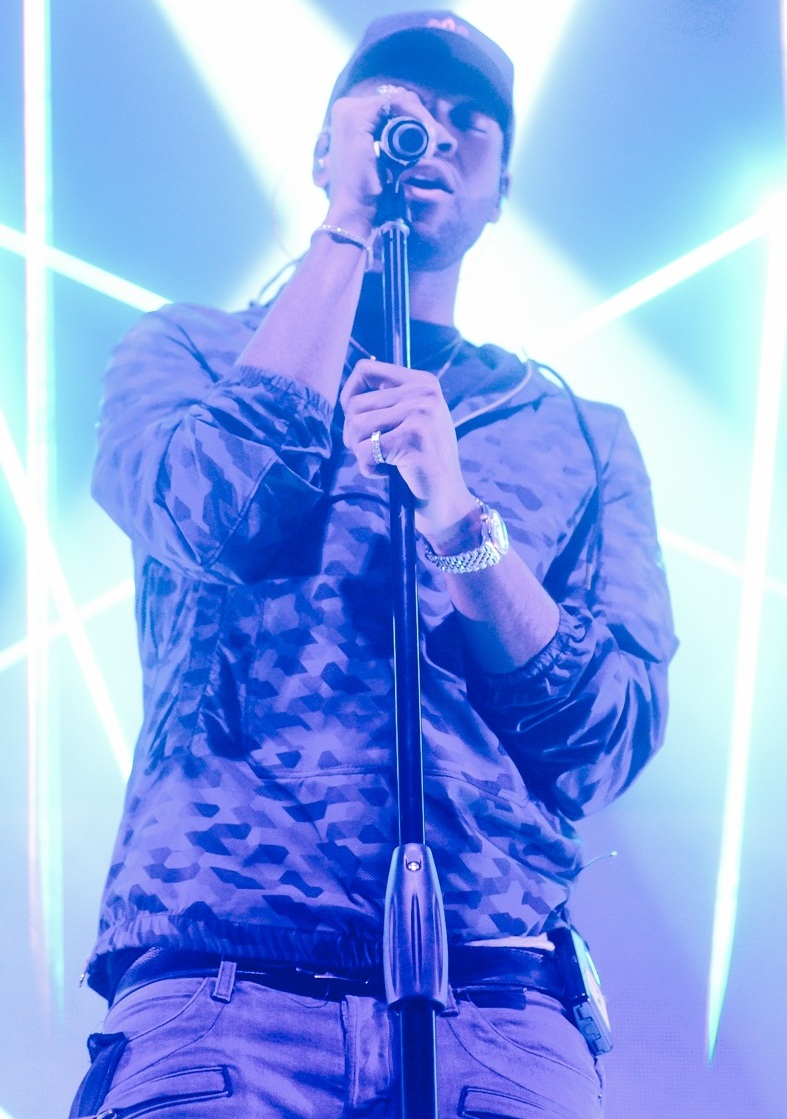
PartyNextDoor в 2016 году

PartyNextDoor стал автором песни Рианны «Work», которая вышла 27 января 2016 года, как лид-сингл с восьмого студийного альбома Anti. Она удерживала первое место в Billboard Hot 100 девять недель подряд. Он также написал песню «Sex with Me» на том же альбоме. 25 марта 2016 года PartyNextDoor выпустил сингл «Come and See Me», в котором участвует его коллега-исполнитель Дрейк, он является частью его второго студийного альбома PartyNextDoor 3 (также известного как P3). Музыкальное видео, снятое партнёром и соавтором Адрианом Мартинесом, с участием Кайли Дженнер, Биг Шона и Джене Айко, было выпущено на Snapchat 23 июня 2016 года. 15 июня 2016 года Jeremih позвонил в Real 92.3 LA, чтобы объявить о совместном альбоме с PartyNextDoor под названием Late Night Party. 2 июля 2016 года PartyNextDoor выпустил ещё один сингл «Like That» при участии Jeremih и Лила Уэйна на радио OVO Sound. 21 июля 2016 года Брэтуэйт объявил, что выпустит свой второй студийный альбом PartyNextDoor 3 12 августа 2016 года, в этот же день состоялся релиз «Not Nice», второй сингл с пластинки.
PartyNextDoor и Jeremih гастролировали в 2016 году и планировали выпустить совместный проект.
4 июня 2017 года PartyNextDoor выпустил мини-альбом Colors 2 без предварительного анонса. Короткометражный фильм к нему вышел 12 июня 2017 года.
29 сентября 2017 года он выпустил мини-альбом под названием Seven Days, он содержит гостевые участия от Холзи и Рик Росс.
После перерыва в карьере, PartyNextDoor вернулся в декабре 2019 года с двумя синглами «The News» и «Loyal» при участии Дрейка. Они стали ведущими синглами с его альбома Partymobile, который, как он написал в Твиттере, выйдет в феврале. Затем он был перенесён на 27 марта 2020 года.
15 октября 2020 года PartyNextDoor неожиданно объявил о выпуске Partypack, 7-песенного мини-альбома, содержащего «ранее неизданные» песни, в том числе трек 2014 года «Persian Rugs». Он был выпущен на следующий день.
29 января 2021 года исполнитель выпустил мини-альбом 2014 года под названием Colours для потоковых сервисов. В него вошли четыре новых трека.

## Дискография
Студийный альбом
- PartyNextDoor Two (2014)
- PartyNextDoor 3 (2016)
- Partymobile (2020)

Мини-альбом
- PartyNextDoor (2013)
- Colours (2014)
- Colours 2 (2017)
- Seven Days (2017)
- Partypack (2020)
- Partynextdoor 4 (2024)

## Награды и номинации
| Год  | Награда                             | Категория                                                                      | Работа                                  | Результат |
| ---- | ----------------------------------- | ------------------------------------------------------------------------------ | --------------------------------------- | --------- |
| 2017 | Grammy Awards                       | Лучшая R&B песня                                                               | «Come and See Me» (совместно с Дрейк)   | Номинация |
| 2017 | Grammy Awards                       | Альбом года                                                                    | Views (как гостевой исполнитель)        | Номинация |
| 2017 | MTVU Woodie Awards                  | Автор песни года                                                               | PartyNextDoor                           | Победа    |
| 2017 | Juno Awards                         | Альбом года                                                                    | PartyNextDoor 3                         | Номинация |
| 2017 | Canadian Radio Music Awards         | Лучшая новая группа или сольный исполнитель: танцевальный/ городской/ритмичный | «Not Nice»                              | Номинация |
| 2017 | Billboard Music Awards              | Лучший R&B коллаборатор                                                        | «Come and See Me» (совместно с Дрейком) | Номинация |
| 2017 | iHeartRadio Much Music Video Awards | Лучший новый канадский исполнитель                                             | PartyNextDoor                           | Победа    |
| 2017 | Secret Genius Awards                | Секретный гений: R&B                                                           | PartyNextDoor                           | Победа    |